# Tenuipalpus costarricensis
Tenuipalpus costarricensis är en spindeldjursart som beskrevs av Salas och Ochoa 1986. Tenuipalpus costarricensis ingår i släktet Tenuipalpus och familjen Tenuipalpidae. Inga underarter finns listade i Catalogue of Life.